# Давыдов, Анатолий Викторович
Анато́лий Ви́кторович Давы́дов (13 ноября 1953, Тула, СССР) — советский и российский футболист, защитник и полузащитник; позднее тренер. Мастер спорта СССР (1976). Директор академии ФК «Зенит».

## Спортивная биография
Воспитанник тульского футбола. Выступал за юношеские сборные СССР, привлекался на сборы олимпийской сборной.
Бо́льшую часть карьеры провёл в ленинградском «Зените», в составе которого стал чемпионом СССР в 1984 году.
В 1985 году в кубковом матче против ЦСКА на стадионе им. Кирова получил сильное сотрясение мозга, из-за которого 7 месяцев мучался головными болями и собирался завершить выступления. Однако спустя некоторое время вновь вышел на поле.
В 1990-х годах выступал в Финляндии. В марте—октябре 1996 года играл в Китае за команду «Фошань Фости» из провинции Гуанчжоу.
По возвращении в Россию по договорённости с Анатолием Бышовцем приступил к обязанностям тренера «Зенита». Давыдов думал, что игровую карьеру завершил. Однако на последнем сборе команды перед сезоном-1997 (в Бельгии) защитники команды почти разом получили травмы, из-за которых они не могли выйти на первые матчи. Бышовец предложил Давыдову продолжить выступления, и Анатолий приступил к тренировкам уже как игрок основного состава.
В итоге в 1997 году провёл в чемпионате 15 игр, в большинстве из которых играл вместе с сыном Дмитрием. По окончании сезона окончательно завершил игровую карьеру.
Рекордсмен «Зенита» по числу сыгранных официальных матчей (456) и по числу матчей в Кубке страны (63).
- Чемпионат СССР — 370, чемпионат России — 15;
- Кубок СССР — 52; Кубок России — 3;
- Кубок Федерации футбола СССР — 8;
- Еврокубки — 8[5].

Является самым возрастным футболистом, выступавшим в высшем дивизионе чемпионата России. Свой последний матч провёл 3 сентября 1997 года в возрасте 43 лет и 295 дней.

## Тренерская карьера
Приступил к тренерской работе в 1997 году. Тренировал главную, вторую и дублирующую команды «Зенита». 24 сентября 1998 в связи с болезнью Анатолия Бышовца был назначен исполняющим обязанности главного тренера «Зенита». 24 ноября стал главным тренером. В 1999 году привёл команду к победе в Кубке России. Затем тренировал липецкий «Металлург», новосибирскую «Сибирь». В декабре 2006 года получил лицензию ФИФА категории «Pro». В 2007 году возглавлял «Текстильщик-Телеком», однако 5 октября после игры 37-го тура подал в отставку, оставив команду на 20-м месте. В ноябре 2007 года был назначен главным тренером дублирующего состава «Зенита». 10 августа 2009 года после отставки Дика Адвоката был назначен исполняющим обязанности главного тренера «Зенита». 3 октября 2009 года был назначен главным тренером. Привёл клуб, принятый им в непростой турнирной ситуации, к бронзовым медалям сезона-2009, давшим право на участие в квалификации Лиги чемпионов. Дубль же, который после его ухода в основную команду возглавил Николай Ларионов, выиграл первенство дублирующих составов сезона-2009. В декабре 2009 года Давыдова сменил Лучано Спаллетти, а сам он вернулся на пост главного тренера молодёжного состава.
6 июня 2013 года подтвердил, что будет работать с «Томью», которая по итогам сезона вышла в премьер-лигу во многом благодаря Сергею Передне, контракт с которым так и не был продлён. После пяти поражений в пяти матчах на старте сезона томские болельщики потребовали у президента клуба Сергея Жвачкина отставки главного тренера. После домашней ничьей 15 сентября 2013 года с «Анжи» подал в отставку.
В 2017 году был главным тренером «Зенита-2». Ушёл в связи с переходом на должность директора академии.

## Достижения

### Как игрок
Командные
- Чемпион СССР: 1984
- Бронзовый призёр чемпионата СССР: 1980
- Обладатель Кубка сезона: 1985

Личные
- В списках 33-х лучших футболистов сезона в СССР: № 2 — 1979, № 3 — 1982

### Как тренер
- Обладатель Кубка России: 1998/99
- Бронзовый призёр чемпионата России: 2009

## Статистика

### Клубная
| Выступление      | Выступление      | Выступление      | Лига | Лига | Кубок страны | Кубок страны | Еврокубки | Еврокубки | Кубок федерации | Кубок федерации | Итого | Итого |
| Клуб             | Лига             | Сезон            | Игры | Голы | Игры         | Голы         | Игры      | Голы      | Игры            | Голы            | Игры  | Голы  |
| ---------------- | ---------------- | ---------------- | ---- | ---- | ------------ | ------------ | --------- | --------- | --------------- | --------------- | ----- | ----- |
| Металлург        | Вторая лига      | 1971             | 0    | 0    | 0            | 0            | —         | —         | —               | —               | 0     | 0     |
| Металлург        | Вторая лига      | 1972             | 0    | 0    | 0            | 0            | —         | —         | —               | —               | 0     | 0     |
| Металлург        | Вторая лига      | 1973             | 0    | 0    | 0            | 0            | —         | —         | —               | —               | 0     | 0     |
| Металлург        | Вторая лига      | 1974             | 0    | 0    | 0            | 0            | —         | —         | —               | —               | 0     | 0     |
| Металлург        | Вторая лига      | 1975             | 0    | 0    | 0            | 0            | —         | —         | —               | —               | 0     | 0     |
| Металлург        | Итого            | Итого            | 0    | 0    | 0            | 0            | 0         | 0         | 0               | 0               | 0     | 0     |
| Зенит            | Высшая лига      | 1975             | 14   | 1    | 0            | 0            | —         | —         | —               | —               | 14    | 1     |
| Зенит            | Высшая лига      | 1976 (в)         | 12   | 0    | 2            | 0            | —         | —         | —               | —               | 14    | 0     |
| Зенит            | Высшая лига      | 1976 (о)         | 11   | 0    | 0            | 0            | —         | —         | —               | —               | 11    | 0     |
| Зенит            | Высшая лига      | 1977             | 14   | 1    | 3            | 0            | —         | —         | —               | —               | 17    | 1     |
| Зенит            | Высшая лига      | 1978             | 25   | 2    | 5            | 1            | —         | —         | —               | —               | 30    | 3     |
| Зенит            | Высшая лига      | 1979             | 33   | 1    | 5            | 0            | —         | —         | —               | —               | 38    | 1     |
| Зенит            | Высшая лига      | 1980             | 31   | 0    | 5            | 0            | —         | —         | —               | —               | 36    | 0     |
| Зенит            | Высшая лига      | 1981             | 29   | 1    | 5            | 0            | 2         | 0         | —               | —               | 36    | 1     |
| Зенит            | Высшая лига      | 1982             | 33   | 0    | 3            | 0            | —         | —         | —               | —               | 36    | 0     |
| Зенит            | Высшая лига      | 1983             | 31   | 1    | 4            | 0            | —         | —         | —               | —               | 35    | 1     |
| Зенит            | Высшая лига      | 1984             | 27   | 1    | 7            | 0            | —         | —         | —               | —               | 34    | 1     |
| Зенит            | Высшая лига      | 1985             | 29   | 1    | 4            | 0            | 4         | 0         | —               | —               | 37    | 1     |
| Зенит            | Высшая лига      | 1986             | 28   | 1    | 4            | 0            | —         | —         | 3               | 0               | 35    | 1     |
| Зенит            | Высшая лига      | 1987             | 26   | 0    | 1            | 0            | 2         | 0         | 3               | 0               | 32    | 0     |
| Зенит            | Высшая лига      | 1988             | 27   | 0    | 4            | 0            | —         | —         | 2               | 0               | 33    | 0     |
| Зенит            | Итого            | Итого            | 370  | 10   | 52           | 1            | 8         | 0         | 8               | 0               | 438   | 11    |
| Лада-Тольятти    | Вторая лига      | 1989             | 0    | 0    | 0            | 0            | —         | —         | —               | —               | 0     | 0     |
| Лада-Тольятти    | Итого            | Итого            | 0    | 0    | 0            | 0            | 0         | 0         | 0               | 0               | 0     | 0     |
| Крылья Советов   | Вторая лига      | 1989             | 3    | 0    | 0            | 0            | —         | —         | —               | —               | 3     | 0     |
| Крылья Советов   | Итого            | Итого            | 3    | 0    | 0            | 0            | 0         | 0         | 0               | 0               | 3     | 0     |
| Зенит            | Высшая лига      | 1997             | 15   | 0    | 3            | 0            | —         | —         | —               | —               | 18    | 0     |
| Зенит            | Итого            | Итого            | 15   | 0    | 3            | 0            | 0         | 0         | 0               | 0               | 18    | 0     |
| Зенит-д          | Третья лига      | 1997             | 2    | 0    | —            | —            | —         | —         | —               | —               | 2     | 0     |
| Зенит-д          | Итого            | Итого            | 2    | 0    | 0            | 0            | 0         | 0         | 0               | 0               | 2     | 0     |
| Всего за карьеру | Всего за карьеру | Всего за карьеру | 390  | 10   | 55           | 1            | 8         | 0         | 8               | 0               | 461   | 11    |

### Тренерская
| Команда                 | Начало работы | Окончание работы | М   | В   | Н  | П   | П%    |
| ----------------------- | ------------- | ---------------- | --- | --- | -- | --- | ----- |
| Зенит (Санкт-Петербург) | 23.11.98      | 23.11.00         | 60  | 22  | 20 | 18  | 36,66 |
| Металлург (Липецк)      | 12.11.02      | 12.02.05         | 164 | 68  | 36 | 60  | 41,46 |
| Сибирь                  | 13.03.05      | 5.11.06          | 42  | 19  | 8  | 15  | 45,23 |
| Текстильщик-Телеком     | 07.01.07      | 12.11.07         | 42  | 10  | 8  | 24  | 23,80 |
| Зенит (Санкт-Петербург) | 05.08.09      | 27.11.09         | 13  | 9   | 3  | 1   | 69,23 |
| Томь                    | 06.06.13      | 15.09.13         | 8   | 0   | 1  | 7   | 00,00 |
| Зенит-2                 | 01.06.17      | 27.12.17         | 25  | 5   | 7  | 13  | 20,00 |
| Всего                   |               |                  | 354 | 133 | 83 | 138 | 37,57 |

## Личная жизнь
Жена Татьяна, сын Дмитрий, дочь Жанна (была в браке с футболистом Владимиром Нагибиным, есть ребёнок 2006 года рождения).